# Le Bizet
Pour les articles homonymes, voir Bizet (homonymie).

Commune de Comines-Warneton.
I. Comines
II. Houthem
III. Bas-Warneton
IV. Warneton
V. Ploegsteert
(VI.) Ten Brielen
(VII.) Le Bizet

Le Bizet est un village belge situé en Wallonie picarde dans la province de Hainaut. Le Bizet est un ancien territoire du comté de Flandre. Depuis la fusion de communes de 1977 en Belgique, il fait partie de l'entité de Comines-Warneton.

## Histoire
Dans le passé, Le Bizet était un hameau de Ploegsteert, qui fut rattaché à la province flamande de Flandre-Occidentale jusqu'en 1963.
Le village dispose d'un code postal (7783), d'une place du Marché, d'une église paroissiale vouée à Saint-André[Lequel ?] et d'une fanfare le Royal Fasam Orchestra.

### L'alumnat de Notre Dame de Grâce
Le bâtiment, surnommé localement l'ancien couvent, a été fondé en 1904 par les Augustins de l'Assomption en exil de Courtrai. Le bâtiment accueillait des élèves de France et de Belgique. Durant la Première Guerre mondiale, le bâtiment servit d'ambulance pour l'armée britannique. Les obus n'épargnent pas le bâtiment et le Saint-Sacrement ainsi que plusieurs statues sont sauvés dès 1915. L'établissement sera reconstruit en 1924 et accueille des élèves jusqu'en 1939. Durant la seconde guerre mondiale, une partie du bâtiment sert de dépôt de munitions. L'activité reprendra légèrement avant d'être finalement vendu à la paroisse du Bizet en 1959. Il devient alors couvent jusqu'en 2018. Un projet de réhabilitation du couvent est en cours.

## Géographie
| Clef de Hollande | Messines Ploegsteert | Warneton           |
| Nieppe (France)  | Bizet                | Houplines (France) |
|                  | Armentières (France) |                    |

## Enseignement
Sur le territoire du village se trouve l'école Saint-Henri qui dispense un enseignement maternel, primaire et secondaire.

## Voir aussi

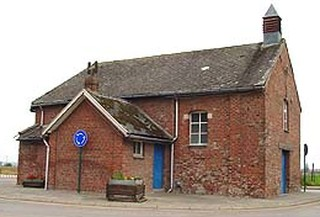
La "Chapelle rompue".